# Таємниця (роман Сандему)
Таємниця (норв. Bak fasaden) — 18-а книга з серії «Сага про людей льоду» норвезької письменниці Маргіт Сандему. Серія була опублікована в період з 1982 по 1989 рік. Ця серія — сімейна сага, яка прослідковує за родом «людей льоду» протягом століть.

## Сюжет
Єлизавета — дівчина, яку нелегко обдурити, вона не слідкує за модою і не відповідає традиційним уявленням про жінок. Елізабет робить усе, що заманеться, а її матір, не маючи значного впливу на доньку, постійно нагадує про те, що вже настав час знайти приємного та багатого чоловіка. Елізабет тривалий період часу не зустріла чоловіка, який міг би її зацікавити, перш ніж в один прекрасний день вона знайомиться з Вермундом Тарком. Елізабет вмовляє зустрітися Вермунда Тарка, начебто в інтересах свого брата. Єлизавета погоджується піти з Вімундом і дбати про божевільну подругу, допоки не дізнається, що молодший брат Вемонда все знає і намагається дізнатися, чи є в них один до одного симпатія. Елізабет намагається дізнатись більше про божевільну подругу, але Вермунд Тарк повністю приховує інформацію про минуле дами, але Елізабет не здається, і, зрештою, вона дізнається, що велика сім'я Тарка приховує багато секретів.

## Основні герої
- Елізабет — жінка-воїн «людей льоду»;
- Вермунд Тарк

## Mp3 музика до книги
- Isfolket 18 - Bag Facaden
- Опублікувала: Анне Лінггард
- Тривалість: 6 годин і 13 хвилин
- ISBN: 9788776772727

## Аудіокнига на CD
- Isfolket 18 - Bag Facaden
- Опублікувала: Анне Лінггард
- Тривалість: 6 годин і 13 хвилин - 5 компакт-дисків
- ISBN:  9788776772710